# Belgische kampioenschappen indoor atletiek 2008
In 2008 werden de Belgische kampioenschappen indoor atletiek Alle Categorieën gehouden op zondag 17 februari in Gent.

## Uitslagen

### 60 m
| rang   | atleet                | prestatie |
| ------ | --------------------- | --------- |
| Goud   | Xavier De Baerdemaker | 6,84 s    |
| Zilver | Tom Schippers         | 6,85 s    |
| Brons  | Kristof Beyens        | 6,86 s    |

| rang   | atlete          | prestatie |
| ------ | --------------- | --------- |
| Goud   | Hanna Mariën    | 7,37 s    |
| Zilver | Elisabeth Davin | 7,41 s    |
| Brons  | Frauke Penen    | 7,48 s    |

### 200 m
| rang   | atleet         | prestatie |
| ------ | -------------- | --------- |
| Goud   | Lino Vandoorne | 22,03 s   |
| Zilver | Jens Verriest  | 22,04 s   |
| Brons  | Wim Van Belle  | 22,23 s   |

| rang   | atlete          | prestatie |
| ------ | --------------- | --------- |
| Goud   | Elke Bogemans   | 24,45 s   |
| Zilver | Laetitia Libert | 24,74 s   |
| Brons  | Lindsy Cozijns  | 24,80 s   |

### 400 m
| rang   | atleet          | prestatie |
| ------ | --------------- | --------- |
| Goud   | Arnaud Ghislain | 48,13 s   |
| Zilver | Sam Neefs       | 48,62 s   |
| Brons  | Evert Feyaerts  | 48,75 s   |

| rang   | atlete          | prestatie |
| ------ | --------------- | --------- |
| Goud   | Wendy Den Haeze | 55,79 s   |
| Zilver | Wendy Labeye    | 56,87 s   |
| Brons  | Jessie Raes     | 57,39 s   |

### 800 m
| rang   | atleet            | prestatie |
| ------ | ----------------- | --------- |
| Goud   | Hans Omey         | 1.48,57   |
| Zilver | Matthias Rosseeuw | 1.48,75   |
| Brons  | Joeri Jansen      | 1.49,41   |

| rang   | atlete            | prestatie |
| ------ | ----------------- | --------- |
| Goud   | Charlotte Debroux | 2.09,84   |
| Zilver | Nicole Buytaert   | 2.10,09   |
| Brons  | Kathelyn Polspoel | 2.10,89   |

### 1500 m
| rang   | atleet           | prestatie |
| ------ | ---------------- | --------- |
| Goud   | Geoffrey Marrion | 4.01,04   |
| Zilver | Roel Ringoot     | 4.01,11   |
| Brons  | Tim Rogge        | 4.01,74   |

| rang   | atlete              | prestatie |
| ------ | ------------------- | --------- |
| Goud   | Sigrid Vanden Bempt | 4.18,78   |
| Zilver | Sylvie Ameloot      | 4.29,89   |
| Brons  | Wies Terryn         | 4.34,82   |

### 3000 m
| rang   | atleet            | prestatie |
| ------ | ----------------- | --------- |
| Goud   | Koen Wilssens     | 8.16,30   |
| Zilver | Sebastien Dewitte | 8.18,72   |
| Brons  | David Stevens     | 8.39,46   |

### 60 m horden
| rang   | atleet             | prestatie |
| ------ | ------------------ | --------- |
| Goud   | Adrien Deghelt     | 7,78 s    |
| Zilver | Damien Broothaerts | 7,87 s    |
| Brons  | Piet Deveughele    | 7,99 s    |

| rang   | atlete          | prestatie |
| ------ | --------------- | --------- |
| Goud   | Eline Berings   | 8,10 s    |
| Zilver | Elisabeth Davin | 8,24 s    |
| Brons  | Tia Hellebaut   | 8,44 s    |

### Verspringen
| rang   | atleet              | prestatie |
| ------ | ------------------- | --------- |
| Goud   | Nicolas Stempnick   | 7,33 m    |
| Zilver | Benjamin De Vriendt | 7,23 m    |
| Brons  | Djoere Gaublomme    | 7,09 m    |

| rang   | atlete        | prestatie |
| ------ | ------------- | --------- |
| Goud   | Tia Hellebaut | 6,18 m    |
| Zilver | Anne Claes    | 5,91 m    |
| Brons  | Alison Roquet | 5,87 m    |

### Hink-stap-springen
| rang   | atleet              | prestatie |
| ------ | ------------------- | --------- |
| Goud   | Corentin Debailleul | 15,21 m   |
| Zilver | Franck Cannaert     | 14,59 m   |
| Brons  | Björn De Decker     | 14,52 m   |

| rang   | atlete            | prestatie |
| ------ | ----------------- | --------- |
| Goud   | Jolien Van Brempt | 12,81 m   |
| Zilver | Anne Claes        | 12,68 m   |
| Brons  | Stefie Mievis     | 11,79 m   |

### Hoogspringen
| rang   | atleet          | prestatie |
| ------ | --------------- | --------- |
| Goud   | Timothy Hubert  | 2,16 m    |
| Zilver | Tim Rummens     | 2,07 m    |
| Brons  | Vincent Vrijsen | 2,04 m    |

| rang   | atlete            | prestatie |
| ------ | ----------------- | --------- |
| Goud   | Hannelore Desmet  | 1,74 m    |
| Zilver | Hanne Van Hessche | 1,74 m    |
| Brons  | Alison Roquet     | 1,71 m    |

### Polsstokhoogspringen
| rang   | atleet            | prestatie |
| ------ | ----------------- | --------- |
| Goud   | Kevin Rans        | 5,30 m    |
| Zilver | Denis Goossens    | 5,20 m    |
| Brons  | Sébastien Hoffelt | 5,10 m    |

| rang   | atlete            | prestatie |
| ------ | ----------------- | --------- |
| Goud   | Fanny Smets       | 3,70 m    |
| Zilver | Anouk Vercauteren | 3,65 m    |
| Brons  | Liesbeth Van Roie | 3,60 m    |

### Kogelstoten
| rang   | atleet            | prestatie |
| ------ | ----------------- | --------- |
| Goud   | Alain Guillaume   | 16,89 m   |
| Zilver | Filip Eeckhout    | 16,34 m   |
| Brons  | Jurgen Verbrugghe | 16,33 m   |

| rang   | atlete               | prestatie |
| ------ | -------------------- | --------- |
| Goud   | Catherine Timmermans | 16,02 m   |
| Zilver | Kirsten Meeus        | 13,45 m   |
| Brons  | Annelies Wouters     | 13,44 m   |

1985 ·
1986 ·
1987 ·
1988 ·
1989 ·
1990 ·
1991 ·
1992 ·
1993 .
1994 ·
1995 .
1996 ·
1997 ·
1998 .
1999 ·
2000 .
2001 · 
2002 · 
2003 · 
2004 · 
2005 · 
2006 · 
2007 · 
2008 · 
2009 · 
2010 · 
2011 · 
2012 · 
2013 · 
2014 ·
2015 ·
2016 ·
2017 ·
2018 ·
2019 ·
2020 ·
2021 ·
2022 ·
2023 ·
2024 ·
2025